# ママドゥ・シラ
ママドゥ・シラ・ディアロ（Mamadou Sylla Diallo 、1994年3月20日 - ）は、セネガル・ケドゥグ出身のプロサッカー選手。レアル・バリャドリード所属。ポジションは、フォワード。

## クラブ経歴
セネガルのケドゥグで生まれ、2004年に10歳でスペインに移住。2009年にFCバルセロナのカンテラに入団した。その後、CEマタロー、次いでRCDエスパニョールに移籍。
2013年、エスパニョールのBチームでシニアデビューを果たした。
2015年3月、セグンダ・ディビシオンのラシン・サンタンデールにシーズン終了までの契約でレンタル移籍。4月のUEリャゴステラ戦でプロデビュー。翌週のRCDマヨルカ戦で後半ロスタイムに劇的な加入後初ゴールを挙げ、3-2の勝利に貢献した。
レンタル復帰後、2015年9月のデポルティーボ・ラ・コルーニャ戦でビクトル・サンチェス・マタと交代しエスパニョールのトップチームデビュー。12月のコパ・デル・レイ1回戦・レバンテUD戦でシーズン初ゴール。
2016年7月、KASオイペンにレンタルで加入。
2023年9月1日、フリーでレアル・バリャドリードへ加入し、1年契約を結んだ。